# Serie A1 i volleyboll 2022–2023
Serie A1 2022-2023 i volleyboll för damer spelades 22 oktober 2022 till 15 maj 2023. Det var den 78:e upplagan av turneringen, som utser de italienska mästarna och 14 klubblag deltog. Imoco Volley blev mästare för 6:e gången (5:e i rad) genom att besegra Unione Sportiva Pro Victoria Pallavolo Monza i finalen. Alexa Gray utsågs till mest värdefulla spelare, medan Isabelle Haak var främsta poängvinnare med 645 poäng.

## Regler[3].
Tävlingen bestod av följande delar:
- Seriespel, där alla möter alla med hemma- och bortamatcher, totalt tjugosex matcher per lag. De första åtta lagen i serien gick vidare till slutspel, medan de två sista blev relegerade till Serie A2. Lagen däremellan gick vidare till spel i "Challenge Cup".
  - Om slutresultatet var 3-0 eller 3-1 i set, tilldelades det vinnande laget 3 poäng till och det förlorade laget 0 poäng. Om slutresultatet blev 3-2, tilldelades det vinnande laget 2 poäng och det förlorande laget 1 poäng.
  - Placeringen i tabellen bestämdes av:
    - Poäng
    - Antal vunna matcher
    - Kvoten vunna/förlorade set
    - Kvoten vunna/förlorade bollpoäng
- Slutspel:
  - Kvartsfinaler och semifinaler spelas i bäst av tre matcher
  - Final, spelas i bäst av fem matcher
  - Lagen som förlorade sina kvartsfinaler till vidare till Challenge Cup
- Challenge Cup
  - I första rundan mötte varje lag på plats 9-12 i grundserien ett annat lag i spel i bäst av tre matcher för att gå vidare
  - I andra rundan spelade de bägge lagen som vunnit sitt möte i första rundan samt de fyra lag som förlorat sin kvartsfinal ett gruppspel om tre lag i två grupper. Vinnaren av varje grupp gick vidare till tredje omgången
  - I tredje rundan möttes gruppvinnarna varandra i en direkt avgörande match. Vinnaren av matchen kvalificerade sig för CEV Challenge Cup

## Deltagande lag
| Klubb                                        | Ort           | Hemmaplan              | Föregående säsong                        |
| -------------------------------------------- | ------------- | ---------------------- | ---------------------------------------- |
| AGIL Volley                                  | Novara        | PalaTerdoppio          | 2:a i Serie A1; semifinal i slutspelet   |
| Volley Bergamo 1991                          | Bergamo       | Palazzetto dello sport | 12:a i Serie A1                          |
| Volleyball Casalmaggiore                     | Casalmaggiore | PalaRadi               | 11:a i Serie A1                          |
| Chieri '76 Volleyball                        | Chieri        | PalaMaddalene          | 6:a i Serie A1; kvartsfinal i slutspelet |
| Cuneo Granda Volley                          | Cuneo         | PalaCastagnaretta      | 7:a i Serie A1; kvartsfinal i slutspelet |
| Azzurra Volley Firenze                       | Florens       | PalaWanny              | 8:a i Serie A1; kvartsfinal i slutspelet |
| Helvia Recina Volley Macerata                | Macerata      | PalaFontescodella      | 2:a i Serie A2 (grupp A); vinnare kvalet |
| Imoco Volley                                 | Conegliano    | PalaVerde              | 1:a i Serie A1; italiensk mästare        |
| Megavolley                                   | Vallefoglia   | PalaCarneroli          | 9:a i Serie A1                           |
| Pallavolo Pinerolo                           | Pinerolo      | Palazzetto dello Sport | 1:a i Serie A2 (grupp A); vinnare serien |
| Unione Sportiva Pro Victoria Pallavolo Monza | Monza         | Arena di Monza         | 3:a i Serie A1; final i slutspelet       |
| Pallavolo Scandicci Savino Del Bene          | Scandicci     | PalaWanny              | 4:a i Serie A1; semifinal i slutspelet   |
| UYBA Volley                                  | Busto Arsizio | PalaPiantanida         | 5:a i Serie A1; kvartsfinal i slutspelet |
| Wealth Planet Perugia Volley                 | Perugia       | PalaEvangelisti        | 10:a i Serie A1                          |

## Turneringen

### Grundserien

#### Resultat
| Första omgången |                                         |     |                                   |
|                 |                                         |     |                                   |
| 23-10           | Imoco - Bergamo 1991                    | 3-0 | 25-14, 25-21, 25-18               |
| 23-10           | AGIL - Helvia Recina                    | 3-0 | 25-15, 25-10, 25-21               |
| 23-10           | Pro Victoria Monza - Pinerolo           | 3-1 | 25-16, 25-17, 27-29, 25-13        |
| 23-10           | Chieri '76 - Casalmaggiore              | 3-0 | 25-14, 25-17, 25-12               |
| 23-10           | Firenze - UYBA                          | 2-3 | 25-16, 17-25, 25-16, 21-25, 10-15 |
| 23-10           | Megavolley - Cuneo Granda               | 3-2 | 20-25, 23-25, 25-18, 25-23, 15-12 |
| 23-10           | Wealth Planet Perugia - Savino Del Bene | 0-3 | 17-25, 24-26, 21-25               |

| Andra omgången |                                       |     |                                   |
|                |                                       |     |                                   |
| 26-10          | Savino Del Bene - Megavolley          | 3-0 | 25-18, 25-14, 25-16               |
| 26-10          | UYBA - Imoco                          | 2-3 | 23-25, 18-25, 25-22, 25-22, 10-15 |
| 27-10          | Cuneo Granda - Chieri '76             | 0-3 | 18-25, 20-25, 14-25               |
| 26-10          | Casalmaggiore - Pro Victoria Monza    | 2-3 | 25-27, 21-25, 25-21, 26-24, 10-15 |
| 26-10          | Bergamo 1991 - Firenze                | 3-0 | 25-19, 25-17, 27-25               |
| 26-10          | Pinerolo - AGIL                       | 2-3 | 17-25, 25-22, 30-28, 23-25, 11-15 |
| 26-10          | Helvia Recina - Wealth Planet Perugia | 3-1 | 25-21, 25-17, 22-25, 25-19        |

| Tredje omgången |                                   |     |                     |
|                 |                                   |     |                     |
| 29-10           | AGIL - Savino Del Bene            | 3-0 | 25-17, 25-19, 25-18 |
| 30-10           | Pro Victoria Monza - Bergamo 1991 | 3-0 | 25-22, 25-22, 25-21 |
| 30-10           | Chieri '76 - Helvia Recina        | 3-0 | 25-15, 25-16, 25-17 |
| 30-10           | Cuneo Granda - Casalmaggiore      | 0-3 | 17-25, 20-25, 21-25 |
| 30-10           | Firenze - Pinerolo                | 3-0 | 25-10, 25-20, 25-18 |
| 30-10           | Megavolley - Imoco                | 0-3 | 13-25, 18-25, 25-27 |
| 30-10           | Wealth Planet Perugia - UYBA      | 3-0 | 25-21, 25-21, 25-17 |

| Fjärde omgången |                                           |     |                                   |
|                 |                                           |     |                                   |
| 02-11           | Imoco - Chieri '76                        | 3-0 | 25-19, 25-21, 25-22               |
| 02-11           | Savino Del Bene - Casalmaggiore           | 3-0 | 28-26, 25-23, 25-20               |
| 02-11           | UYBA - AGIL                               | 0-3 | 15-25, 19-25, 20-25               |
| 02-11           | Wealth Planet Perugia - P. Victoria Monza | 2-3 | 25-23, 20-25, 25-22, 27-29, 10-15 |
| 09-11           | Bergamo 1991 - Cuneo Granda               | 2-3 | 28-26, 22-25, 25-27, 25-22, 13-15 |
| 02-11           | Pinerolo - Megavolley                     | 1-3 | 20-25, 25-19, 16-25, 22-25        |
| 02-11           | Helvia Recina - Firenze                   | 0-3 | 11-25, 20-25, 16-25               |

| Femte omgången |                                       |     |                            |
|                |                                       |     |                            |
| 06-11          | AGIL - Bergamo 1991                   | 3-1 | 18-25, 25-21, 25-19, 25-21 |
| 05-11          | Pro Victoria Monza - Helvia Recina    | 3-0 | 25-23, 25-17, 25-23        |
| 06-11          | Chieri '76 - Firenze                  | 3-0 | 25-22, 25-14, 25-12        |
| 05-11          | Cuneo Granda - Imoco                  | 1-3 | 25-21, 18-25, 24-26, 19-25 |
| 06-11          | Megavolley - UYBA                     | 3-0 | 25-18, 25-18, 25-21        |
| 06-11          | Casalmaggiore - Wealth Planet Perugia | 3-0 | 25-21, 25-16, 25-14        |
| 06-11          | Pinerolo - Savino Del Bene            | 1-3 | 13-25, 18-25, 25-22, 8-25  |

| Sjätte omgången |                                  |     |                                   |
|                 |                                  |     |                                   |
| 13-11           | Imoco - Casalmaggiore            | 3-1 | 25-19, 22-25, 25-17, 25-10        |
| 12-11           | AGIL - Chieri '76                | 0-3 | 16-25, 18-25, 23-25               |
| 12-11           | Pro Victoria Monza - Megavolley  | 3-0 | 25-19, 25-10, 25-18               |
| 13-11           | Firenze - Cuneo Granda           | 2-3 | 25-20, 23-25, 25-16, 21-25, 12-15 |
| 13-11           | Wealth Planet Perugia - Pinerolo | 3-2 | 25-21, 25-18, 23-25, 19-25, 15-10 |
| 13-11           | Bergamo 1991 - UYBA              | 3-1 | 22-25, 25-14, 25-19, 25-23        |
| 13-11           | Helvia Recina - Savino Del Bene  | 0-3 | 18-25, 11-25, 21-25               |

| Sjunde omgången |                                      |     |                                  |
|                 |                                      |     |                                  |
| 16-11           | Savino Del Bene - Pro Victoria Monza | 2-3 | 25-23, 21-25, 25-20, 24-26, 8-15 |
| 16-11           | UYBA - Chieri '76                    | 1-3 | 14-25, 23-25, 25-20, 18-25       |
| 16-11           | Cuneo Granda - Helvia Recina         | 3-0 | 25-22, 25-16, 25-20              |
| 16-11           | Megavolley - Firenze                 | 0-3 | 20-25, 25-27, 11-25              |
| 16-11           | Wealth Planet Perugia - Bergamo 1991 | 0-3 | 21-25, 22-25, 13-25              |
| 16-11           | Casalmaggiore - AGIL                 | 2-3 | 24-26, 25-22, 27-25, 13-25, 8-15 |
| 16-11           | Pinerolo - Imoco                     | 0-3 | 21-25, 20-25, 12-25              |

| Åttonde omgången |                                      |     |                                   |
|                  |                                      |     |                                   |
| 20-11            | Imoco - Pro Victoria Monza           | 3-1 | 25-14, 25-23, 20-25, 25-16        |
| 20-11            | AGIL - Firenze                       | 3-0 | 25-19, 25-23, 25-22               |
| 20-11            | UYBA - Pinerolo                      | 3-0 | 31-29, 25-21, 25-13               |
| 20-11            | Chieri '76 - Savino Del Bene         | 1-3 | 25-21, 20-25, 21-25, 23-25        |
| 20-11            | Cuneo Granda - Wealth Planet Perugia | 3-2 | 24-26, 24-26, 25-19, 25-20, 15-11 |
| 19-11            | Casalmaggiore - Helvia Recina        | 3-1 | 25-16, 25-22, 19-25, 27-25        |
| 20-11            | Bergamo 1991 - Megavolley            | 3-1 | 20-25, 25-22, 25-21, 25-21        |

| Nionde omgången |                                 |     |                                   |
|                 |                                 |     |                                   |
| 09-11           | AGIL - Imoco                    | 0-3 | 25-27, 11-25, 23-25               |
| 27-11           | Pro Victoria Monza - Chieri '76 | 3-1 | 25-21, 25-19, 23-25, 25-21        |
| 27-11           | Savino Del Bene - UYBA          | 2-3 | 18-25, 25-20, 25-23, 11-25, 12-15 |
| 27-11           | Firenze - Wealth Planet Perugia | 3-1 | 25-17, 18-25, 25-18, 25-20        |
| 27-11           | Megavolley - Casalmaggiore      | 2-3 | 25-20, 25-22, 24-26, 18-25, 12-15 |
| 27-11           | Pinerolo - Cuneo Granda         | 0-3 | 22-25, 21-25, 18-25               |
| 27-11           | Helvia Recina - Bergamo 1991    | 3-2 | 25-18, 25-18, 19-25, 16-25, 15-13 |

| Tionde omgången |                                   |     |                            |
|                 |                                   |     |                            |
| 04-12           | Imoco - Savino Del Bene           | 0-3 | 23-25, 22-25, 19-25        |
| 04-12           | UYBA - Helvia Recina              | 3-0 | 25-20, 25-16, 33-31        |
| 04-12           | Chieri '76 - Megavolley           | 3-0 | 25-21, 25-16, 25-20        |
| 04-12           | Cuneo Granda - Pro Victoria Monza | 0-3 | 19-25, 19-25, 22-25        |
| 04-12           | Firenze - Casalmaggiore           | 1-3 | 18-25, 25-22, 20-25, 17-25 |
| 03-12           | Wealth Planet Perugia - AGIL      | 1-3 | 20-25, 15-25, 25-23, 26-28 |
| 04-12           | Bergamo 1991 - Pinerolo           | 3-1 | 25-21, 24-26, 25-20, 25-23 |

| Elfte omgången |                                    |     |                                   |
|                |                                    |     |                                   |
| 23-11          | Imoco - Firenze                    | 3-1 | 25-18, 20-25, 25-18, 28-26        |
| 11-12          | Pro Victoria Monza - AGIL          | 2-3 | 19-25, 16-25, 25-22, 25-19, 11-15 |
| 11-12          | Savino Del Bene - Cuneo Granda     | 3-0 | 25-20, 25-22, 25-16               |
| 10-12          | Chieri '76 - Bergamo 1991          | 1-3 | 25-15, 21-25, 22-25, 21-25        |
| 11-12          | Megavolley - Wealth Planet Perugia | 3-0 | 25-20, 25-22, 25-16               |
| 11-12          | Casalmaggiore - UYBA               | 3-2 | 25-21, 19-25, 23-25, 25-20, 15-11 |
| 11-12          | Helvia Recina - Pinerolo           | 2-3 | 25-23, 11-25, 25-21, 15-25, 12-15 |

| Tolfte omgången |                                    |     |                                   |
|                 |                                    |     |                                   |
| 17-12           | AGIL - Megavolley                  | 3-0 | 25-16, 25-19, 25-18               |
| 18-12           | UYBA - Cuneo Granda                | 3-1 | 22-25, 25-20, 25-22, 25-22        |
| 18-12           | Firenze - Pro Victoria Monza       | 0-3 | 19-25, 25-27, 21-25               |
| 18-12           | Wealth Planet Perugia - Chieri '76 | 0-3 | 19-25, 16-25, 18-25               |
| 18-12           | Bergamo 1991 - Savino Del Bene     | 1-3 | 15-25, 15-25, 25-15, 18-25        |
| 19-12           | Pinerolo - Casalmaggiore           | 3-2 | 18-25, 26-28, 26-24, 25-17, 15-13 |
| 30-11           | Helvia Recina - Imoco              | 0-3 | 23-25, 16-25, 11-25               |

| Trettonde omgången |                               |     |                                   |
|                    |                               |     |                                   |
| 26-12              | Imoco - Wealth Planet Perugia | 3-0 | 25-19, 25-21, 25-11               |
| 26-12              | Pro Victoria Monza - UYBA     | 3-0 | 25-19, 25-13, 25-18               |
| 26-12              | Savino Del Bene - Firenze     | 3-1 | 25-23, 25-15, 21-25, 25-21        |
| 26-12              | Chieri '76 - Pinerolo         | 3-1 | 25-23, 21-25, 25-15, 25-15        |
| 26-12              | Cuneo Granda - AGIL           | 3-2 | 25-21, 25-27, 25-21, 17-25, 15-12 |
| 26-12              | Megavolley - Helvia Recina    | 3-0 | 25-16, 25-21, 25-17               |
| 26-12              | Casalmaggiore - Bergamo 1991  | 3-0 | 25-22, 25-19, 25-23               |

| Fjortonde omgången |                                         |     |                                   |
|                    |                                         |     |                                   |
| 07-01              | Bergamo 1991 - Imoco                    | 0-3 | 21-25, 17-25, 26-28               |
| 07-01              | Helvia Recina - AGIL                    | 1-3 | 21-25, 18-25, 26-24, 18-25        |
| 08-01              | Pinerolo - Pro Victoria Monza           | 0-3 | 22-25, 21-25, 21-25               |
| 06-01              | Casalmaggiore - Chieri '76              | 2-3 | 25-19, 19-25, 17-25, 25-20, 12-15 |
| 07-01              | UYBA - Firenze                          | 3-0 | 25-20, 25-19, 25-20               |
| 08-01              | Cuneo Granda - Megavolley               | 2-3 | 21-25, 25-21, 17-25, 25-19, 7-15  |
| 07-01              | Savino Del Bene - Wealth Planet Perugia | 3-0 | 25-13, 25-17, 25-19               |

| Femtonde omgången |                                       |     |                                   |
|                   |                                       |     |                                   |
| 15-01             | Megavolley - Savino Del Bene          | 1-3 | 25-21, 19-25, 18-25, 19-25        |
| 15-01             | Imoco - UYBA                          | 3-1 | 23-25, 25-18, 25-18, 25-22        |
| 14-01             | Chieri '76 - Cuneo Granda             | 3-1 | 25-21, 25-20, 22-25, 25-22        |
| 15-01             | Pro Victoria Monza - Casalmaggiore    | 2-3 | 17-25, 25-11, 22-25, 26-24, 10-15 |
| 15-01             | Firenze - Bergamo 1991                | 3-2 | 21-25, 25-20, 22-25, 25-19, 15-10 |
| 14-01             | AGIL - Pinerolo                       | 3-0 | 25-12, 25-17, 25-22               |
| 14-01             | Wealth Planet Perugia - Helvia Recina | 3-2 | 25-16, 25-18, 23-25, 24-26, 15-9  |

| Sextonde omgången |                                   |     |                                   |
|                   |                                   |     |                                   |
| 21-01             | Savino Del Bene - AGIL            | 2-3 | 32-30, 25-27, 22-25, 25-18, 8-15  |
| 22-01             | Bergamo 1991 - Pro Victoria Monza | 3-2 | 14-25, 25-17, 23-25, 25-19, 16-14 |
| 22-01             | Helvia Recina - Chieri '76        | 0-3 | 12-25, 18-25, 22-25               |
| 22-01             | Casalmaggiore - Cuneo Granda      | 3-1 | 26-24, 17-25, 25-20, 25-22        |
| 22-01             | Pinerolo - Firenze                | 2-3 | 25-20, 25-21, 16-25, 23-25, 15-17 |
| 21-01             | Imoco - Megavolley                | 3-1 | 25-27, 25-18, 25-17, 25-20        |
| 21-01             | UYBA - Wealth Planet Perugia      | 3-0 | 25-17, 25-14, 25-19               |

| Sjuttonde omgången |                                        |     |                                   |
|                    |                                        |     |                                   |
| 05-02              | Chieri '76 - Imoco                     | 2-3 | 27-25, 25-21, 21-25, 17-25, 9-15  |
| 04-02              | Casalmaggiore - Savino Del Bene        | 1-3 | 25-17, 21-25, 22-25, 21-25        |
| 04-02              | AGIL - UYBA                            | 3-2 | 17-25, 26-24, 23-25, 26-24, 15-10 |
| 04-02              | Pro Victoria Monza - W. Planet Perugia | 3-1 | 24-26, 25-20, 26-24, 25-11        |
| 05-02              | Cuneo Granda - Bergamo 1991            | 2-3 | 20-25, 25-19, 25-16, 23-25, 10-15 |
| 05-02              | Megavolley - Pinerolo                  | 3-1 | 29-27, 15-25, 28-26, 25-16        |
| 05-02              | Firenze - Helvia Recina                | 3-0 | 25-23, 25-18, 25-23               |

| Artonde omgången |                                       |     |                            |
|                  |                                       |     |                            |
| 12-02            | Bergamo 1991 - AGIL                   | 3-1 | 25-21, 25-20, 14-25, 25-19 |
| 11-02            | Helvia Recina - Pro Victoria Monza    | 0-3 | 14-25, 23-25, 21-25        |
| 12-02            | Firenze - Chieri '76                  | 3-0 | 25-16, 25-14, 26-24        |
| 12-02            | Imoco - Cuneo Granda                  | 3-0 | 25-19, 25-21, 25-14        |
| 12-02            | UYBA - Megavolley                     | 3-0 | 25-18, 27-25, 25-12        |
| 12-02            | Wealth Planet Perugia - Casalmaggiore | 3-0 | 25-18, 25-20, 25-22        |
| 13-02            | Savino Del Bene - Pinerolo            | 3-1 | 25-18, 23-25, 25-22, 25-16 |

| Nittonde omgången |                                  |     |                                   |
|                   |                                  |     |                                   |
| 19-02             | Casalmaggiore - Imoco            | 0-3 | 23-25, 13-25, 24-26               |
| 18-02             | Chieri '76 - AGIL                | 3-1 | 25-22, 14-25, 25-15, 28-26        |
| 19-02             | Megavolley - Pro Victoria Monza  | 1-3 | 25-20, 15-25, 21-25, 22-25        |
| 21-02             | Cuneo Granda - Firenze           | 2-3 | 25-18, 22-25, 25-19, 20-25, 15-17 |
| 18-02             | Pinerolo - Wealth Planet Perugia | 3-1 | 23-25, 25-19, 25-17, 25-14        |
| 19-02             | UYBA - Bergamo 1991              | 3-0 | 25-17, 25-16, 25-22               |
| 18-02             | Savino Del Bene - Helvia Recina  | 3-1 | 20-25, 25-17, 25-17, 25-21        |

| Tjugonde omgången |                                      |     |                                   |
|                   |                                      |     |                                   |
| 26-02             | Pro Victoria Monza - Savino Del Bene | 2-3 | 22-25, 28-26, 22-25, 25-21, 7-15  |
| 26-02             | Chieri '76 - UYBA                    | 3-1 | 20-25, 25-20, 25-23, 25-22        |
| 26-02             | Helvia Recina - Cuneo Granda         | 0-3 | 21-25, 17-25, 20-25               |
| 25-02             | Firenze - Megavolley                 | 2-3 | 21-25, 23-25, 25-23, 25-22, 13-15 |
| 26-02             | Bergamo 1991 - Wealth Planet Perugia | 3-0 | 25-21, 25-15, 25-21               |
| 26-02             | AGIL - Casalmaggiore                 | 3-2 | 25-17, 22-25, 14-25, 25-20, 15-10 |
| 26-02             | Imoco - Pinerolo                     | 3-2 | 22-25, 25-22, 25-22, 23-25, 15-12 |

| Tjugoförsta omgången |                                      |     |                                   |
|                      |                                      |     |                                   |
| 05-03                | Pro Victoria Monza - Imoco           | 0-3 | 23-25, 15-25, 23-25               |
| 06-03                | Firenze - AGIL                       | 2-3 | 25-22, 20-25, 25-22, 23-25, 12-15 |
| 05-03                | Pinerolo - UYBA                      | 1-3 | 25-16, 20-25, 21-25, 22-25        |
| 05-03                | Savino Del Bene - Chieri '76         | 3-0 | 25-21, 25-20, 25-20               |
| 05-03                | Wealth Planet Perugia - Cuneo Granda | 2-3 | 25-22, 26-24, 17-25, 23-25, 10-15 |
| 05-03                | Helvia Recina - Casalmaggiore        | 1-3 | 25-21, 18-25, 10-25, 17-25        |
| 05-03                | Megavolley - Bergamo 1991            | 3-1 | 25-22, 25-11, 17-25, 25-12        |

| Tjugoandra omgången |                                 |     |                            |
|                     |                                 |     |                            |
| 11-03               | Imoco - AGIL                    | 3-1 | 22-25, 25-23, 25-19, 25-13 |
| 11-03               | Chieri '76 - Pro Victoria Monza | 0-3 | 23-25, 20-25, 18-25        |
| 08-03               | UYBA - Savino Del Bene          | 0-3 | 23-25, 23-25, 19-25        |
| 11-03               | Wealth Planet Perugia - Firenze | 3-1 | 25-15, 27-25, 17-25, 25-20 |
| 12-03               | Casalmaggiore - Megavolley      | 3-0 | 25-18, 26-24, 25-21        |
| 12-03               | Cuneo Granda - Pinerolo         | 3-1 | 16-25, 25-19, 28-26, 25-22 |
| 12-03               | Bergamo 1991 - Helvia Recina    | 3-0 | 25-20, 25-22, 25-20        |

| Tjugotredje omgången |                                   |     |                                   |
|                      |                                   |     |                                   |
| 19-03                | Savino Del Bene - Imoco           | 1-3 | 19-25, 17-25, 25-20, 20-25        |
| 19-03                | Helvia Recina - UYBA              | 3-1 | 22-25, 25-20, 25-16, 26-24        |
| 18-03                | Megavolley - Chieri '76           | 1-3 | 25-15, 22-25, 18-25, 21-25        |
| 18-03                | Pro Victoria Monza - Cuneo Granda | 3-0 | 25-22, 25-17, 25-15               |
| 18-03                | Casalmaggiore - Firenze           | 3-2 | 25-19, 19-25, 25-21, 19-25, 17-15 |
| 19-03                | AGIL - Wealth Planet Perugia      | 3-0 | 25-17, 25-22, 25-14               |
| 19-03                | Pinerolo - Bergamo 1991           | 3-0 | 25-15, 25-15, 25-20               |

| Tjugofjärde omgången |                                    |     |                                   |
|                      |                                    |     |                                   |
| 26-03                | Firenze - Imoco                    | 0-3 | 15-25, 20-25, 17-25               |
| 26-03                | AGIL - Pro Victoria Monza          | 1-3 | 25-17, 20-25, 21-25, 21-25        |
| 25-03                | Cuneo Granda - Savino Del Bene     | 2-3 | 19-25, 25-22, 17-25, 25-23, 13-15 |
| 26-03                | Bergamo 1991 - Chieri '76          | 1-3 | 27-29, 19-25, 25-21, 19-25        |
| 26-03                | Wealth Planet Perugia - Megavolley | 2-3 | 27-25, 21-25, 23-25, 25-17, 13-15 |
| 26-03                | UYBA - Casalmaggiore               | 3-1 | 22-25, 25-21, 25-19, 25-21        |
| 26-03                | Pinerolo - Helvia Recina           | 3-2 | 24-26, 19-25, 25-15, 25-22, 15-12 |

| Tjugofemte omgången |                                    |     |                                   |
|                     |                                    |     |                                   |
| 01-04               | Megavolley - AGIL                  | 1-3 | 25-16, 21-25, 20-25, 21-25        |
| 01-04               | Cuneo Granda - UYBA                | 2-3 | 22-25, 26-24, 25-19, 22-25, 12-15 |
| 01-04               | Pro Victoria Monza - Firenze       | 3-0 | 25-11, 25-23, 25-22               |
| 02-04               | Chieri '76 - Wealth Planet Perugia | 3-0 | 25-19, 25-20, 25-20               |
| 02-04               | Savino Del Bene - Bergamo 1991     | 3-0 | 25-15, 25-14, 25-15               |
| 02-04               | Casalmaggiore - Pinerolo           | 1-3 | 17-25, 28-26, 21-25, 19-25        |
| 01-04               | Imoco - Helvia Recina              | 3-0 | 25-15, 25-22, 25-21               |

| Tjugosjätte omgången |                               |     |                                  |
|                      |                               |     |                                  |
| 08-04                | Wealth Planet Perugia - Imoco | 0-3 | 21-25, 15-25, 20-25              |
| 08-04                | UYBA - Pro Victoria Monza     | 0-3 | 22-25, 11-25, 19-25              |
| 08-04                | Firenze - Savino Del Bene     | 2-3 | 21-25, 14-25, 25-20, 26-24, 7-15 |
| 08-04                | Pinerolo - Chieri '76         | 1-3 | 20-25, 21-25, 25-20, 23-25       |
| 08-04                | AGIL - Cuneo Granda           | 3-1 | 21-25, 25-19, 25-21, 25-17       |
| 08-04                | Helvia Recina - Megavolley    | 0-3 | 22-25, 24-26, 17-25              |
| 08-04                | Bergamo 1991 - Casalmaggiore  | 3-1 | 26-24, 26-24, 18-25, 25-17       |

#### Sluttabell
| Pos. | Lag                                          | Pt | G  | V  | F  | VS | FS | Kvot  | VP    | FP    | Kvot  |
| ---- | -------------------------------------------- | -- | -- | -- | -- | -- | -- | ----- | ----- | ----- | ----- |
| 1.   | Imoco Volley                                 | 72 | 26 | 25 | 1  | 75 | 15 | 5,000 | 2 229 | 1 817 | 1,226 |
| 2.   | Pallavolo Scandicci Savino Del Bene          | 63 | 26 | 21 | 5  | 70 | 29 | 2,413 | 2 286 | 2 009 | 1,137 |
| 3.   | Unione Sportiva Pro Victoria Pallavolo Monza | 61 | 26 | 20 | 6  | 69 | 29 | 2,379 | 2 263 | 2 015 | 1,123 |
| 4.   | Chieri '76 Volleyball                        | 54 | 26 | 18 | 8  | 59 | 34 | 1,735 | 2 140 | 1 952 | 1,096 |
| 5.   | AGIL Volley                                  | 51 | 26 | 19 | 7  | 63 | 40 | 1,575 | 2 334 | 2 149 | 1,086 |
| 6.   | Volleyball Casalmaggiore                     | 37 | 26 | 12 | 14 | 51 | 54 | 0,944 | 2 262 | 2 303 | 0,982 |
| 7.   | Volley Bergamo 1991                          | 37 | 26 | 12 | 14 | 46 | 52 | 0,884 | 2 095 | 2 189 | 0,957 |
| 8.   | UYBA Volley                                  | 36 | 26 | 12 | 14 | 47 | 51 | 0,921 | 2 130 | 2 164 | 0,084 |
| 9.   | Megavolley                                   | 30 | 26 | 11 | 15 | 41 | 56 | 0,732 | 2 061 | 2 175 | 0,947 |
| 10.  | Azzurra Volley Firenze                       | 30 | 26 | 9  | 17 | 43 | 58 | 0,741 | 2 146 | 2 204 | 0,973 |
| 11.  | Cuneo Granda Volley                          | 28 | 26 | 9  | 17 | 44 | 62 | 0,709 | 2 252 | 2 362 | 0,953 |
| 12.  | Pallavolo Pinerolo                           | 19 | 26 | 6  | 20 | 36 | 68 | 0,529 | 2 190 | 2 364 | 0,926 |
| 13.  | Wealth Planet Perugia Volley                 | 17 | 26 | 5  | 21 | 28 | 68 | 0,411 | 1 941 | 2 232 | 0,869 |
| 14.  | Helvia Recina Volley Macerata                | 11 | 26 | 3  | 23 | 19 | 73 | 0,260 | 1 796 | 2 190 | 0,820 |

      Kvalificerade för slutspel.
      Vidare till Challenge Cup.
      Nerflyttade till Serie A2.

### Slutspel

#### Spelschema
|  | Kvartsfinaler | Kvartsfinaler                                | Kvartsfinaler | Kvartsfinaler                                | Kvartsfinaler |   |                                     | Semifinaler | Semifinaler | Semifinaler | Semifinaler | Semifinaler |  |  | Final | Final | Final | Final | Final | Final | Final |  |
|  |               |                                              |               |                                              |               |   |                                     |             |             |             |             |             |  |  |       |       |       |       |       |       |       |  |
|  | 1             | Imoco Volley                                 | 3             | 3                                            |               |   |                                     |             |             |             |             |             |  |  |       |       |       |       |       |       |       |  |
|  | 1             | Imoco Volley                                 | 3             | 3                                            |               |   |                                     |             |             |             |             |             |  |  |       |       |       |       |       |       |       |  |
|  | 8             | UYBA Volley                                  | 0             | 0                                            |               |   |                                     |             |             |             |             |             |  |  |       |       |       |       |       |       |       |  |
|  | 8             | UYBA Volley                                  | 0             | 0                                            |               | 1 | Imoco Volley                        | 3           | 3           |             |             |             |  |  |       |       |       |       |       |       |       |  |
|  |               |                                              |               |                                              |               | 1 | Imoco Volley                        | 3           | 3           |             |             |             |  |  |       |       |       |       |       |       |       |  |
|  |               |                                              | 5             | AGIL Volley                                  | 0             | 1 |                                     |             |             |             |             |             |  |  |       |       |       |       |       |       |       |  |
|  | 4             | Chieri '76 Volleyball                        | 5             | AGIL Volley                                  | 0             | 1 | 2                                   | 0           |             |             |             |             |  |  |       |       |       |       |       |       |       |  |
|  | 4             | Chieri '76 Volleyball                        |               |                                              |               |   |                                     |             |             |             |             |             |  |  |       |       |       |       |       |       |       |  |
|  | 5             | AGIL Volley                                  | 3             | 3                                            |               |   |                                     |             |             |             |             |             |  |  |       |       |       |       |       |       |       |  |
|  | 5             | AGIL Volley                                  | 3             | 3                                            |               | 1 | Imoco Volley                        | 3           | 0           | 2           | 3           | 3           |  |  |       |       |       |       |       |       |       |  |
|  |               |                                              |               |                                              |               |   |                                     |             |             |             |             |             |  |  |       |       |       |       |       |       |       |  |
|  |               |                                              | 3             | Unione Sportiva Pro Victoria Pallavolo Monza | 2             | 3 | 3                                   | 0           | 1           |             |             |             |  |  |       |       |       |       |       |       |       |  |
|  | 2             | Pallavolo Scandicci Savino Del Bene          | 3             | Unione Sportiva Pro Victoria Pallavolo Monza | 2             | 3 | 3                                   | 0           | 1           | 3           | 3           |             |  |  |       |       |       |       |       |       |       |  |
|  | 2             | Pallavolo Scandicci Savino Del Bene          |               |                                              |               |   |                                     |             |             |             |             |             |  |  |       |       |       |       |       |       |       |  |
|  | 7             | Volley Bergamo 1991                          | 0             | 0                                            |               |   |                                     |             |             |             |             |             |  |  |       |       |       |       |       |       |       |  |
|  | 7             | Volley Bergamo 1991                          | 0             | 0                                            |               | 2 | Pallavolo Scandicci Savino Del Bene | 3           | 1           | 2           |             |             |  |  |       |       |       |       |       |       |       |  |
|  |               |                                              |               |                                              |               | 2 | Pallavolo Scandicci Savino Del Bene | 3           | 1           | 2           |             |             |  |  |       |       |       |       |       |       |       |  |
|  |               |                                              | 3             | Unione Sportiva Pro Victoria Pallavolo Monza | 1             | 3 | 3                                   |             |             |             |             |             |  |  |       |       |       |       |       |       |       |  |
|  | 3             | Unione Sportiva Pro Victoria Pallavolo Monza | 3             | Unione Sportiva Pro Victoria Pallavolo Monza | 1             | 3 | 3                                   | 3           | 2           | 3           |             |             |  |  |       |       |       |       |       |       |       |  |
|  | 3             | Unione Sportiva Pro Victoria Pallavolo Monza |               |                                              |               |   |                                     |             |             | 3           |             |             |  |  |       |       |       |       |       |       |       |  |
|  | 6             | Volleyball Casalmaggiore                     | 2             | 3                                            | 1             |   |                                     |             |             |             |             |             |  |  |       |       |       |       |       |       |       |  |

#### Resultat

##### Kvartsfinaler
| Match 1 |                                    |     |                                   |
|         |                                    |     |                                   |
| 15-04   | Imoco - UYBA                       | 3-0 | 25-18, 25-15, 25-19               |
| 19-04   | Chieri '76 - AGIL                  | 2-3 | 25-17, 25-19, 22-25, 18-25, 8-15  |
| 16-04   | Savino Del Bene - Bergamo 1991     | 3-0 | 25-23, 25-21, 25-20               |
| 16-04   | Pro Victoria Monza - Casalmaggiore | 3-2 | 25-19, 22-25, 25-20, 18-25, 15-12 |

| Match 2 |                                    |     |                                   |
|         |                                    |     |                                   |
| 18-04   | UYBA - Imoco                       | 0-3 | 15-25, 19-25, 24-26               |
| 22-04   | AGIL - Chieri '76                  | 3-0 | 25-20, 25-22, 25-15               |
| 20-04   | Bergamo 1991 - Savino Del Bene     | 0-3 | 18-25, 14-25, 14-25               |
| 19-04   | Casalmaggiore - Pro Victoria Monza | 3-2 | 30-28, 25-18, 20-25, 23-25, 15-12 |

| Match 3 |                                    |     |                            |
|         |                                    |     |                            |
| 23-04   | Pro Victoria Monza - Casalmaggiore | 3-1 | 25-21, 25-22, 22-25, 25-21 |

##### Semifinaler
| Match 1 |                                      |     |                            |
|         |                                      |     |                            |
| 26-04   | Imoco - AGIL                         | 3-0 | 25-16, 25-22, 26-24        |
| 27-04   | Savino Del Bene - Pro Victoria Monza | 3-1 | 21-25, 25-12, 25-13, 25-23 |

| Match 2 |                                      |     |                            |
|         |                                      |     |                            |
| 29-04   | AGIL - Imoco                         | 1-3 | 21-25, 18-25, 25-20, 23-25 |
| 30-04   | Pro Victoria Monza - Savino Del Bene | 3-1 | 25-22, 23-25, 25-22, 25-21 |

| Match 3 |                                      |     |                                   |
|         |                                      |     |                                   |
| 03-05   | Savino Del Bene - Pro Victoria Monza | 2-3 | 21-25, 20-25, 26-24, 25-18, 10-15 |

##### Final
| Match 1 |                            |     |                                   |
|         |                            |     |                                   |
| 06-05   | Imoco - Pro Victoria Monza | 3-2 | 23-25, 25-23, 23-25, 25-19, 15-11 |

| Match 2 |                            |     |                     |
|         |                            |     |                     |
| 09-05   | Pro Victoria Monza - Imoco | 3-0 | 25-22, 25-23, 25-18 |

| Match 3 |                            |     |                                   |
|         |                            |     |                                   |
| 11-05   | Imoco - Pro Victoria Monza | 2-3 | 21-25, 25-14, 25-20, 25-27, 13-15 |

| Match 4 |                            |     |                   |
|         |                            |     |                   |
| 13-05   | Pro Victoria Monza - Imoco | 0-3 | 24-26 20-25 17-25 |

| Match 5 |                            |     |                            |
|         |                            |     |                            |
| 15-05   | Imoco - Pro Victoria Monza | 3-1 | 23-25, 26-24, 25-17, 25-21 |

### Challenge Cup

#### Första rundan
| Match 1 |                        |     |                                   |
|         |                        |     |                                   |
| 15-04   | Megavolley - Pinerolo  | 3-1 | 27-25, 23-25, 25-12, 25-21        |
| 15-04   | Firenze - Cuneo Granda | 3-2 | 22-25, 25-19, 19-25, 25-19, 15-10 |

| Match 2 |                        |     |                            |
|         |                        |     |                            |
| 19-04   | Pinerolo - Megavolley  | 3-1 | 25-20, 19-25, 25-23, 26-24 |
| 19-04   | Cuneo Granda - Firenze | 0-3 | 16-25, 20-25, 21-25        |

| Match 3 |                       |     |                     |
|         |                       |     |                     |
| 22-04   | Megavolley - Pinerolo | 0-3 | 21-25, 20-25, 18-25 |

#### Andra rundan

##### Grupp A

###### Resultat
| Första omgången      |                      |     |                     |
|                      |                      |     |                     |
| Lag som inte spelar: |                      |     |                     |
| 27-04                | Chieri '76 - Firenze | 0-3 | 19-25, 18-25, 19-25 |

| Andra omgången       |                |     |                                   |
|                      |                |     |                                   |
| Lag som inte spelar: |                |     |                                   |
| 30-04                | UYBA - Firenze | 2-3 | 25-21, 25-20, 19-25, 21-25, 13-15 |

| Tredje omgången      |                   |     |                                   |
|                      |                   |     |                                   |
| Lag som inte spelar: |                   |     |                                   |
| 03-05                | Chieri '76 - UYBA | 3-0 | 25-23, 21-25, 25-12, 21-25, 15-11 |

###### Sluttabell
| Pos. | Lag                    | Pt | G | V | P | VS | FS | Kvot  | VP  | FP  | Kvot  |
| ---- | ---------------------- | -- | - | - | - | -- | -- | ----- | --- | --- | ----- |
| 1.   | Azzurra Volley Firenze | 5  | 2 | 2 | 0 | 6  | 2  | 3,000 | 181 | 159 | 1,138 |
| 2.   | Chieri '76 Volleyball  | 2  | 2 | 1 | 1 | 3  | 5  | 0,600 | 163 | 171 | 0,953 |
| 3.   | UYBA Volley            | 2  | 2 | 0 | 2 | 4  | 6  | 0,666 | 199 | 213 | 0,934 |

      Kvalificerade för tredje rundan.

##### Grupp B

###### Resultat
| Första omgången      |                          |     |                     |
|                      |                          |     |                     |
| Lag som inte spelar: |                          |     |                     |
| 27-04                | Casalmaggiore - Pinerolo | 3-0 | 25-18, 25-23, 25-19 |

| Andra omgången       |                         |     |                     |
|                      |                         |     |                     |
| Lag som inte spelar: |                         |     |                     |
| 29-04                | Bergamo 1991 - Pinerolo | 3-0 | 25-20, 25-19, 25-17 |

| Tredje omgången      |                              |     |                     |
|                      |                              |     |                     |
| Lag som inte spelar: |                              |     |                     |
| 03-05                | Casalmaggiore - Bergamo 1991 | 3-0 | 25-21, 25-23, 25-13 |

###### Sluttabell
| Pos. | Lag                      | Pt | G | V | P | VS | FS | Kvot  | VP  | FP  | Kvot  |
| ---- | ------------------------ | -- | - | - | - | -- | -- | ----- | --- | --- | ----- |
| 1.   | Volleyball Casalmaggiore | 6  | 2 | 2 | 0 | 6  | 0  | MAX   | 150 | 117 | 1,282 |
| 2.   | Volley Bergamo 1991      | 3  | 2 | 1 | 1 | 3  | 3  | 1,000 | 132 | 131 | 1,007 |
| 3.   | Pallavolo Pinerolo       | 0  | 2 | 0 | 2 | 0  | 6  | 0,000 | 116 | 150 | 0,773 |

      Kvalificerade för tredje rundan.

#### Tredje rundan
| Direkt avgörande match |                         |     |                            |
|                        |                         |     |                            |
| 07-05                  | Casalmaggiore - Firenze | 3-1 | 25-23, 26-24, 29-31, 26-24 |

## Resultat för deltagande i andra turneringar
| Lag                                          | Turnering                 |
| -------------------------------------------- | ------------------------- |
| Imoco Volley                                 | Champions League 2023-24  |
| Unione Sportiva Pro Victoria Pallavolo Monza | Champions League 2023-24  |
| Pallavolo Scandicci Savino Del Bene          | Champions League 2023-24  |
| Chieri '76 Volleyball                        | CEV Cup 2023-24           |
| Volleyball Casalmaggiore                     | CEV Challenge Cup 2023-24 |
| Helvia Recina Volley Macerata                | Serie A2 2023-24          |
| Wealth Planet Perugia Volley                 | Serie A2 2023-24          |

## Statistik
| Vunna poäng | Vunna poäng         | Vunna poäng | Vunna poäng                                  |
| Pos.        | Namn                | Poäng       | Lag                                          |
| ----------- | ------------------- | ----------- | -------------------------------------------- |
| 1           | Isabelle Haak       | 645         | Imoco Volley                                 |
| 2           | Ebrar Karakurt      | 576         | AGIL Volley                                  |
| 3           | Jordan Thompson     | 513         | Unione Sportiva Pro Victoria Pallavolo Monza |
| 4           | Britt Herbots       | 502         | Azzurra Volley Firenze                       |
| 5           | Ekaterina Antropova | 487         | Pallavolo Scandicci Savino Del Bene          |
| 6           | Sylvia Nwakalor     | 481         | Azzurra Volley Firenze                       |
| 7           | Kaja Grobelna       | 443         | Chieri '76 Volleyball                        |
| 8           | Alexandra Frantti   | 437         | Volleyball Casalmaggiore                     |
| 9           | Khalia Lanier       | 431         | Volley Bergamo 1991                          |
| 10          | Zhu Ting            | 413         | Pallavolo Scandicci Savino Del Bene          |

| Vunna attacker | Vunna attacker      | Vunna attacker | Vunna attacker                               |
| Pos.           | Namn                | Poäng          | Lag                                          |
| -------------- | ------------------- | -------------- | -------------------------------------------- |
| 1              | Isabelle Haak       | 622            | Imoco Volley                                 |
| 2              | Ebrar Karakurt      | 528            | AGIL Volley                                  |
| 3              | Jordan Thompson     | 515            | Unione Sportiva Pro Victoria Pallavolo Monza |
| 4              | Britt Herbots       | 448            | Azzurra Volley Firenze                       |
| 5              | Khalia Lanier       | 417            | Volley Bergamo 1991                          |
| 6              | Sylvia Nwakalor     | 416            | Azzurra Volley Firenze                       |
| 7              | Kaja Grobelna       | 399            | Chieri '76 Volleyball                        |
| 8              | Zhu Ting            | 397            | Pallavolo Scandicci Savino Del Bene          |
| 9              | Alexandra Frantti   | 396            | Volleyball Casalmaggiore                     |
| 10             | Ekaterina Antropova | 376            | Pallavolo Scandicci Savino Del Bene          |

| Vunna block | Vunna block        | Vunna block | Vunna block                                  |
| Pos.        | Namn               | Poäng       | Lag                                          |
| ----------- | ------------------ | ----------- | -------------------------------------------- |
| 1           | Anna Gray          | 103         | Pallavolo Pinerolo                           |
| 2           | Božana Butigan     | 98          | Volley Bergamo 1991                          |
| 3           | Juliët Lohuis      | 97          | Volleyball Casalmaggiore                     |
| 4           | Raphaela Folie     | 87          | Unione Sportiva Pro Victoria Pallavolo Monza |
| 5           | Yasmina Akrari     | 81          | Pallavolo Pinerolo                           |
| 6           | Maja Aleksić       | 79          | Megavolley                                   |
| 7           | Laura Melandri     | 78          | Volleyball Casalmaggiore                     |
| 8           | Anna Danesi        | 72          | AGIL Volley                                  |
| 8           | Giulia Mancini     | 72          | Megavolley                                   |
| 10          | Linda Nwakalor     | 67          | Wealth Planet Perugia Volley                 |
| 10          | Katerina Zakchaiou | 67          | UYBA Volley                                  |

| Serveess | Serveess                | Serveess | Serveess                                     |
| Pos.     | Namn                    | Poäng    | Lag                                          |
| -------- | ----------------------- | -------- | -------------------------------------------- |
| 1        | Ekaterina Antropova     | 53       | Pallavolo Scandicci Savino Del Bene          |
| 2        | Ebrar Karakurt          | 49       | AGIL Volley                                  |
| 3        | Federica Squarcini      | 35       | Imoco Volley                                 |
| 4        | Héléna Cazaute          | 34       | Chieri '76 Volleyball                        |
| 5        | Caterina Bosetti        | 30       | AGIL Volley                                  |
| 5        | Isabelle Haak           | 30       | Imoco Volley                                 |
| 7        | Marina Lubian           | 29       | Imoco Volley                                 |
| 8        | Kaja Grobelna           | 28       | Chieri '76 Volleyball                        |
| 8        | Sofija Kuznecova        | 28       | Cuneo Granda Volley                          |
| 8        | Giulia Gennari          | 28       | Volley Bergamo 1991                          |
| 8        | Adelina Budăi-Ungureanu | 28       | Pallavolo Pinerolo                           |
| 8        | Alessia Orro            | 28       | Unione Sportiva Pro Victoria Pallavolo Monza |